# 童琥
童琥（1446年—？年），字廷瑞，浙江金華府蘭谿縣人，民籍，治《易經》，明朝政治人物。

## 生平
成化十九年（1483年）癸卯科浙江鄉試第八十九名舉人。弘治三年（1490年）中式庚戌科會試第一百四十一名，二甲第五十五名進士。

## 家族
曾祖童常；祖父童度；父童光，母徐氏。永感下。